# جدول نجومی

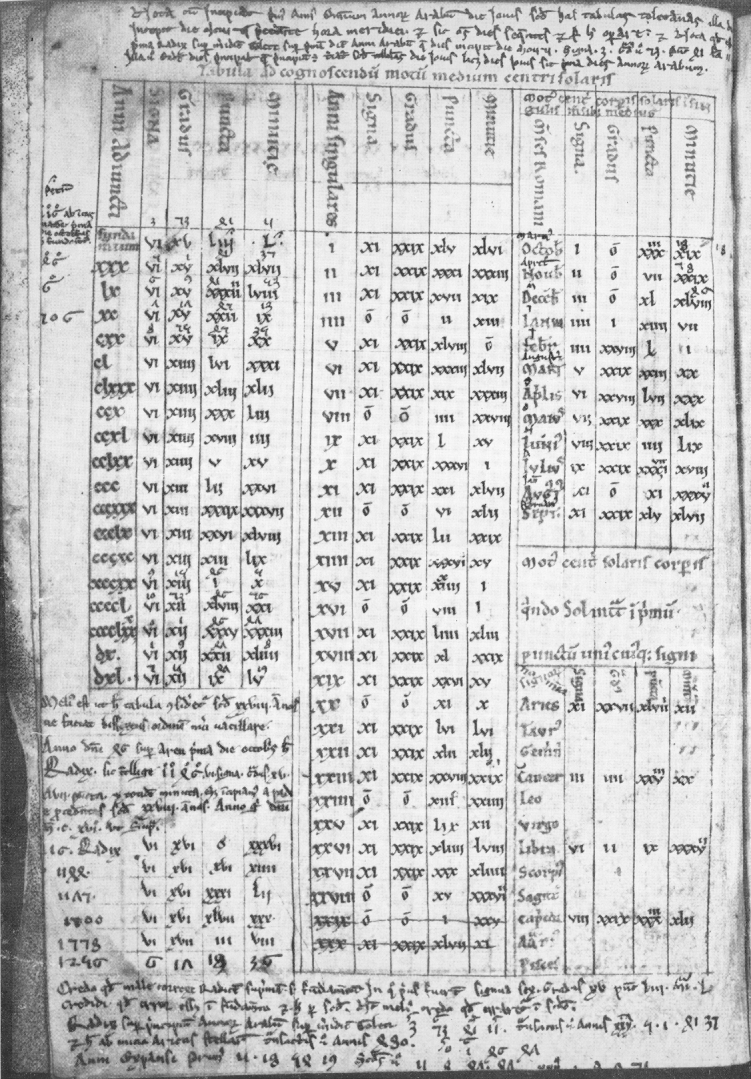
یک ترجمه لاتین از زیجِ خوارزمی، برداشت شده از کالج کورپوس کریستی

جدول نجومی یا تقویم نجومی (زبان لاتین: ephemeris، به زبان یونانی: ἐφημερίς) در اخترشناسی و ناوبری فلکی، موقعیت و وضعیتِ طبیعیِ اجرام و نیز ماهواره‌ها در آسمان را در فاصلهٔ زمانیِ معینی تعیین کرده و به دست می‌دهد. به لحاظِ تاریخی، موقعیتِ ستارگان در جدولی چاپی شاملِ داده‌هایی در فواصلِ منظم و همگونی از تاریخ و زمان قرار داده می‌شد.

## تاریخچه
- هزاره دومِ پیش از میلاد: جدول‌های پَچَنگا در دورهٔ وداییِ ستاره شناسیِ هند برنهاده شد.
- هزاره یکمِ پیش از میلاد: جدول‌های ستاره‌شناسی در نجوم بابلی برنهاده شد.
- سدهٔ دومِ میلادی: کتابِ المجسطی و جداولِ دستیِ بطلمیوس برساخته شد.
- سدهٔ هشتمِ پس از میلاد: زیجِ ابراهیم فزاری.
- سدهٔ نهمِ پس از میلاد: زیجِ محمد بن موسی خوارزمی.
- سدهٔ دوازدهمِ پس از میلاد: جداولِ توِلدو که تا حدِ زیادی بر پایهٔ زیجِ منابعِ عربی (منابعِ فارسی به زبانِ عربی) و ستاره‌شناسی در دوران اسلامی است، بوسیلهٔ ژرار کرمونایی ویرایش شد و پایهٔ ستاره شناسیِ استانداردِ اروپا تا زمانِ جداول الفانسین بود.
- سدهٔ سیزدهمِ پس از میلاد: زیج ایلخانی در رصدخانه مراغه در ایران پایه‌گذاری شد.